# Замошшя (Плюський район)
Замошшя (рос. Замошье) — присілок в Плюському районі Псковської області Російської Федерації.
Населення становить 3 особи. Входить до складу муніципального утворення Муніципальне утворення Заплюсся.

## Історія
Від 2015 року входить до складу муніципального утворення Муніципальне утворення Заплюсся.

## Населення
| 2001 | 2002 | 2010 |
| ---- | ---- | ---- |
| 8    | ↘2   | ↗3   |